# Jan Hausner
Jan Hausner (6. června 1922 Praha – 10. září 1987) byl český keramik. Vystudoval Vyšší odbornou školu grafickou v Praze (1942). Na počátku své kariéry nejprve modeloval komorní plastiky (vázy a sochy zvířat), později začal dělat šamotové stěny pro architekturu. Řadu těchto děl vytvořil ve spolupráci s Lubomírem Šilarem. Žil v Kostelci nad Černými Lesy, Praze a Brně. Jeho dílo je zastoupeno ve sbírkách Uměleckoprůmyslového muzea v Praze, Moravské galerii v Brně či jihočeské Alšově galerii.